# جون رايموند غاريت
جون رايموند غاريت (بالإنجليزية: John Raymond Garrett)‏ هو مصور أخبار ومصور ومحاضر بريطاني، ولد في 12 نوفمبر 1940 في ملبورن في أستراليا.